# 南阳乡 (犍为县)
南阳乡，是中华人民共和国四川省乐山市犍为县曾经下辖的一个乡。2019年12月，撤销南阳乡，将其所属行政区域划归罗城镇管辖。

## 行政区划
南阳乡撤销前下辖以下地区：
南阳社区、红蓉村、星火村、民群村、梨树村、筠山村和双龙村。